# 谷内野隆
谷内野 隆（やちの たかし、1956年1月10日 - ）は、石川県珠洲市出身の元アマチュア野球選手（投手）・指導者。

## 経歴
星稜高校では、2年生の時に、1972年の夏の甲子園に投手として出場した。しかし、2回戦で岡村隆則らがいた柳井高校に敗退した。高校卒業後は北陸銀行に入社した。
北陸銀行に在籍していた際に、1977年のドラフト会議で横浜大洋ホエールズから5位指名を受けたが、入団を拒否し、チームに残留した。
チーム残留後もエースとして活躍し、1981年の都市対抗野球信越予選の決勝にも登板し、その決勝で国鉄新潟を破り、チームにとって、16年ぶりの都市対抗野球への出場を果たす。その大会で電電関東との1回戦の試合でも登板したが、一度は引き分けたが、再試合で敗れた。
引退後は、コーチを経て、1997年から北陸銀行（のちの北銀クラブ）の監督を務め、北銀クラブとして再出発した2000年では監督として、チームを5年ぶりの都市対抗野球への出場へ導いた。